# Guaporé
Guaporé é um município brasileiro localizado na Serra Gaúcha, no Rio Grande do Sul.

## História
O assentamento de imigrantes italianos que eventualmente viria a formar o município de Guaporé começou no início do século XIX na área onde hoje é o município de Muçum. Nesta mesma época, criadores de gado alemães da região de Montenegro instalaram-se no então povoado de Boa Vista, atual município de São Valentim do Sul. Antes disso, em 1635 padres jesuítas e indígenas percorreram a região do atual município de Guaporé, em especial a bacia dos rios Taquari-Antas, advindos da redução de Santa de Teresa do Igaí, que localizava-se próxima a atual cidade de Passo Fundo.
Em 1892 foi criada a Colônia Guaporé, em terras pertencentes aos municípios de Lajeado e Passo Fundo. O diretor da colônia, Eng. José Montaury de Aguiar Leitão, designou ao Eng. Vespasiano Rodrigues Corrêa a incumbência de demarcar as terras e loteá-las. Foram demarcados 5000 lotes, de medida variável entre 25 e 30 hectares. Logo chegaram migrantes provindos das primeiras colônias italianas do estado (principalmente Caxias do Sul, Bento Gonçalves e Veranópolis), de modo que em 1896 a colônia já contava com cerca de 7.000 habitantes, em sua maioria italianos, incluindo alguns alemães, poloneses, russos e austríacos.
Em 1897, foi criada a Paróquia Santo Antônio, pertencente à Diocese de Porto Alegre, sendo o primeiro pároco o Pe. Antônio Pertile. Em 31 de março de 1898 a Colônia Guaporé é elevada a 3º distrito de Lajeado. Em 1900, a colônia possuía 13.727 habitantes. Frente ao desenvolvimento e a prosperidade, em 11 de dezembro de 1903, o Decreto Estadual nº 664 instituiu o município de Guaporé, tendo como primeiro Intendente Vespasiano Rodrigues Corrêa, empossado em 1º de janeiro de 1904.
Pouco depois de sua fundação, em 1910, Guaporé já possuía 30 mil habitantes, com 170 prédios e 1.020 moradores no centro, dotado de praça, telégrafo, correio e uma primitiva Igreja Matriz. Seus principais produtos agrícolas eram arroz, feijão, milho, soja, laranja e uva. Contava ainda com 82 casas de negócios e algumas indústrias, destacando-se na produção de aguardente, banha, vinho, ovos e queijo. O Decreto Estadual nº 7.199, de 31 de março de 1938, elevou Guaporé à categoria de cidade.
Ao longo dos anos, diversos distritos deixaram de pertencer ao território de Guaporé. Com a instalação do município de Marau em 1954, perdeu seu 7° distrito, o de Maria (posteriormente, município de Vila Maria), além de Casca, Evangelista e São Domingos do Sul, que formariam o município de Casca, também no ano de 1954. Em 1959, emancipou-se de Guaporé o distrito de Muçum, levando consigo o distrito de Vespasiano Corrêa. Já em 1960, Serafina Corrêa e Montauri. No ano de 1987, desmembraram-se os distritos de Dois Lajeados, Santa Bárbara e São Valentim do Sul. E em 1992, os distritos de Pulador e Vila Oeste, que passaram a constituir o novo município de União da Serra.

### Os imigrantes
Ao chegar na região, ao longo do século XIX, além dos baús de madeira e a saudade dos que permaneceram no velho continente, os imigrantes portavam um espírito arrojado para construir uma nova vida.
Em 1907, com a chegada ao município da família Pasquali, inicia-se a atividade que eventualmente seria a mais importante do município, a da fabricação de joias folhadas. Os membros da família utilizaram o conhecimento que traziam consigo para montar a primeira das eventuais dezenas de pequenas indústrias joalheiras.
Após mais de cem anos de sua fundação, Guaporé centraliza-se como pólo comercial, industrial, cultural e turístico, que envolve dezenas de municípios da região. Também destacam-se as indústrias de calçados, metal-mecânica, confecções, implementos agrícolas e moveleiras, além de uma agricultura inovadora que impulsiona o município.

## Geografia
O município se localiza na Serra Gaúcha, com uma altitude de 478 metros no centro do município e picos de mais de 700 metros de altitude, situando-se entre o Planalto e a Depressão Central, formado por rochas ígneas de efusão, originárias provavelmente do fim do período triássico ou jurássico. É região do basalto, que assenta sobre o arenito e, sob esse, o granito. O centro da cidade está localizado num vale, sendo que a oeste, no morro mais alto do município, foi construída a estátua do Cristo Redentor, no Morro dos Gallon.

### Clima
Guaporé possui um clima subtropical úmido, com verões tépidos e invernos moderadamente frios, sendo comuns as geadas, e com ocasional queda de neve. Durante o inverno, há a ocorrência de névoas pela manhã e umidade relativa do ar geralmente alta.

### Hidrografia
Os principais rios são o Rio Guaporé e o Rio Carreiro que delimitam a cidade a oeste e a leste, respectivamente.

## Política
Lista de intendentes e prefeitos municipais de Guaporé:
| Nº | Nome                            | Mandato                | Mandato                | Observações                                                                                      |
| Nº | Nome                            | Início                 | Fim                    | Observações                                                                                      |
| -- | ------------------------------- | ---------------------- | ---------------------- | ------------------------------------------------------------------------------------------------ |
| 1  | Vespasiano Rodrigues Corrêa     | 1 de janeiro de 1904   | 12 de março de 1907    | Intendente.                                                                                      |
| 2  | Lucano Conedera                 | 12 de março de 1907    | 31 de dezembro de 1912 | Intendente.                                                                                      |
| 3  | Agilberto Atilio Maia           | 1 de janeiro de 1913   | 31 de dezembro de 1924 | Intendente.                                                                                      |
| 4  | Manoel Francisco Guerreiro      | 1 de janeiro de 1925   | 31 de dezembro de 1928 | Intendente.                                                                                      |
| 5  | Agilberto Atilio Maia           | 1 de janeiro de 1929   | 20 de dezembro de 1937 |                                                                                                  |
| 6  | Manoel Francisco Guerreiro      | 21 de dezembro de 1937 | 13 de novembro de 1945 |                                                                                                  |
| 7  | Silvio Humberto Ulderico Sanson | 13 de dezembro de 1947 | 31 de dezembro de 1951 |                                                                                                  |
| 8  | Jethro Jairo de Macedo Brum     | 1 de janeiro de 1952   | 31 de dezembro de 1955 |                                                                                                  |
| 9  | Elias Scalco                    | 1 de janeiro de 1956   | 31 de dezembro de 1959 |                                                                                                  |
| 10 | Álvaro Petracco da Cunha        | 1 de janeiro de 1960   | 5 de julho de 1962     | No período até 1963, assumiu em várias oportunidades o vice-prefeito, sr. Oreste Camini.         |
| 11 | Eluy José de Oliveira Brito     | 1 de janeiro de 1964   | 31 de janeiro de 1969  |                                                                                                  |
| 12 | Otolip Dalbosco                 | 1 de fevereiro de 1969 | 31 de janeiro de 1973  |                                                                                                  |
| 13 | Nelson Luiz Barro               | 1 de fevereiro de 1973 | 31 de janeiro de 1977  |                                                                                                  |
| 14 | Antônio Carlos Spiller          | 1 de fevereiro de 1977 | 31 de janeiro de 1983  |                                                                                                  |
| 15 | Nelson Luiz Barro               | 1 de fevereiro de 1984 | 31 de dezembro de 1988 |                                                                                                  |
| 16 | Alexandre Postal                | 1 de janeiro de 1989   | 31 de dezembro de 1992 |                                                                                                  |
| 17 | Mário Antônio Marocco           | 1 de janeiro de 1993   | 31 de dezembro de 1996 | Em janeiro de 1995 assumiu a administração municipal o vice-prefeito, sr. Paulo Olvindo Mazutti. |
| 18 | Fernando Postal                 | 1 de janeiro de 1997   | 31 de dezembro de 2000 |                                                                                                  |
| 18 | Fernando Postal                 | 1 de janeiro de 2001   | 31 de dezembro de 2004 |                                                                                                  |
| 19 | Antônio Carlos Spiller          | 1 de janeiro de 2005   | 31 de dezembro de 2008 |                                                                                                  |
| 19 | Antônio Carlos Spiller          | 1 de janeiro de 2009   | 31 de dezembro de 2012 |                                                                                                  |
| 20 | Paulo Olvindo Mazutti           | 1 de janeiro de 2013   | 31 de dezembro de 2016 |                                                                                                  |
| 21 | Valdir Carlos Fabris            | 1 de janeiro de 2017   | 31 de dezembro de 2020 |                                                                                                  |
| 21 | Valdir Carlos Fabris            | 1 de janeiro de 2021   | 31 de dezembro de 2024 |                                                                                                  |
| 22 | Odair Andre Rossetto            | 1 de janeiro de 2025   | 31 de dezembro de 2028 |                                                                                                  |

## Estatísticas
Seguem algumas estatísticas disponíveis sobre a economia e qualidade de vida de Guaporé.
- PIB: R$ 323,682,673 IBGE/2008[13]
- PIB per capita: R$ 36.897,65 IBGE/[./Https://cidades.ibge.gov.br/brasil/rs/guapore/panorama 2019][13]
- Exportações Totais: US$ 18,509,548 FOB 2008[14]
- IDH: 0.826 elevado PNUD/2000[15]
- Taxa de Analfabetismo: 6.48% 2000[14]
- Expectativa de vida ao nascer: 73.84 anos 2000[14]
- Mortalidade Infantil: 3.83 por 1000 nascidos vivos 2007[14]

## Cultura
A população de Guaporé é formada por descendentes de italianos. Apesar da influência exterior, suas tradições e a fala talian (uma variante da língua vêneta, do norte da Itália) são preservadas até hoje. A religiosidade herdada dos antepassados  está muito presente no dia-a-dia, e o prova a monumental Igreja Matriz Santo Antônio, construída pelos padres Missionários de São Carlos, além dos vários capitéis espalhados pelo município e colônia. O rigoroso inverno gaúcho era suportado pelos colonos mediante o uso do fogão-à-lenha, reunindo a família em torno do calor, comendo o típico pinhão (semente da araucária) de suas terras, passando o tempo com a reza do rosário e jogo de cartas. Preservam-se ainda os cafés coloniais, que tem como cardápio comes e bebes típicos italianos. A caça e a pesca eram na época um meio de sustento, sendo atualmente de caráter esportivo.
As tradições gaúchas se difundiram em meio às italianas devido aos tropeiros, que transportavam cargas entre as as cidades maiores, como de Porto Alegre a Passo Fundo.

### Cidades-irmãs
- Valdagno, Vicenza, Itália[16]

## Atrativos turísticos
A cidade atrai muitos turistas todos os anos, seja para turismo de compras, para assistir provas no Autódromo ou apenas conhecer a pequena cidade interiorana. Dentre os principais pontos turísticos destaca-se:
- Igreja Matriz Santo Antônio - Construída em estilo neogótico francês, com projeto do italiano Tiziano Bettanin, foi inaugurada em 1950 e reconstruída após incêndio em 1998.
- Cristo Redentor - A estátua de 13 m de altura, sobre um pedestal de 7 m, está localizada a 741 m de altitude, no ponto mais alto do município. Neste local é realizada anualmente, na Sexta-feira Santa, a Via Sacra do Morro.
- Autódromo Internacional de Guaporé - A área do autódromo recebe todos os anos inúmeros entusiastas do automobilismo durante as provas realizadas no local.
- Kartódromo - Pista de kart próxima ao autódromo.
- Centro Comercial Guaporé - Local que reúne várias lojas das fábricas de joias e lingerie locais.
- Ferrovia do Trigo - A ferrovia que passa pelo local tem belas obras de engenharia em seus viadutos e túneis, é possível chegar até muitos destes e há sempre aqueles dispostos a caminhar pela ferrovia para observar as estruturas.
- Praça Vespasiano Corrêa - A praça central da cidade, muito arborizada, é rodeada pelas principais vias do município e ladeada pela prefeitura, Igreja Matriz, Clube União e outros estabelecimentos.
- Gruta N. Sra de Lourdes do Seminário São Carlos
- Capitéis de Nossa Senhora da Saúde, Sta. Lúcia e Nossa Sra. do Perpétuo Socorro

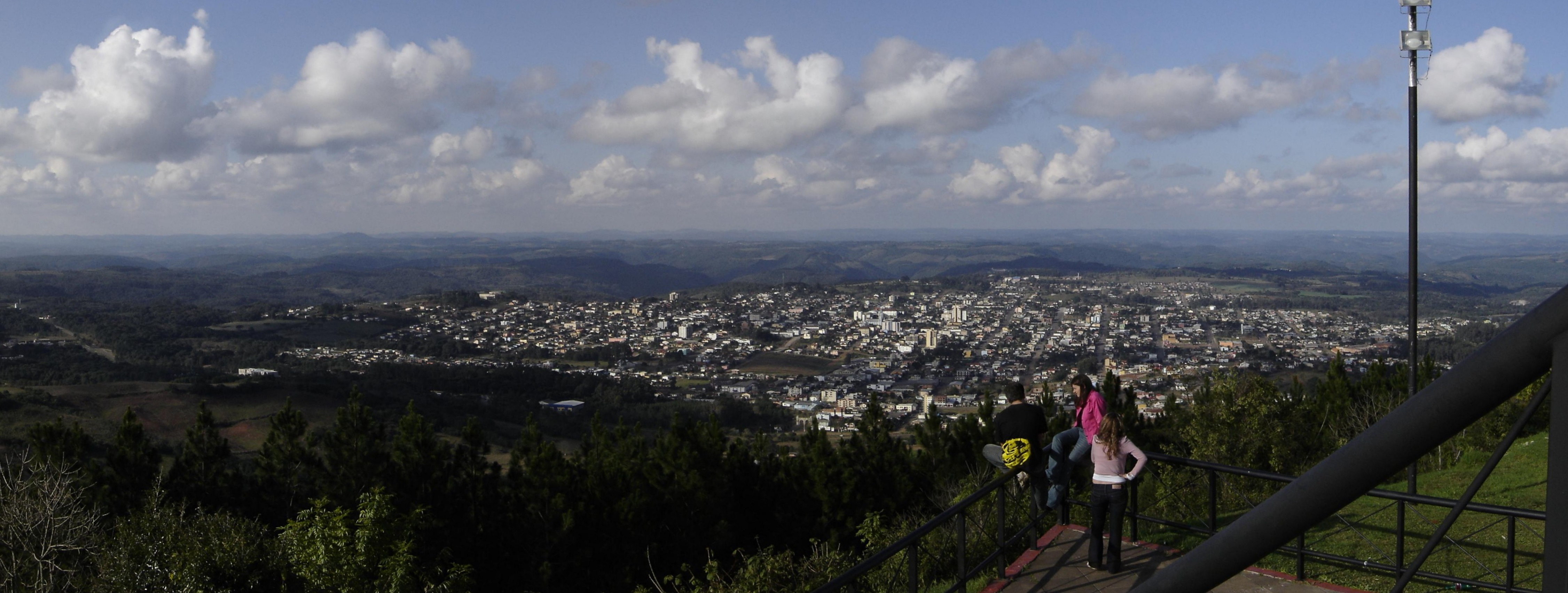
Cidade de Guaporé como vista da estátua do Cristo Redentor

- Queda do Bíscaro
- Rio Carreiro
- Trilhas do Viaduto e da Taquara
- Museu Municipal
- Moinho Ortolan

## Esporte e Lazer
A população local e visitantes dispõe de várias opções de lazer e áreas para prática de esportes. Vários campos de futebol podem ser encontrados espalhados pela cidade, além disso, muitos moradores possuem "chácaras" onde gostam de passar os fins de semana. Locais para lazer incluem:
- Autódromo Internacional Nelson Luiz Barro - Além das provas realizadas no local, a estrutura ainda conta com uma pista de Kart, piscina, área de camping e churrasqueiras.
- Associação do Fomento à Fauna e à Flora de Guaporé - AFAG (Caça e Pesca) - Dispõe de área para pesca, tiro, camping e Motocross.
- Associação Atlética do Banco do Brasil - AABB - As instalações para sócios incluem um campo de futebol e salão de festas, frequentemente alugado para celebrações particulares.
- Clube União Guaporense - O antigo prédio na esquina oposta à Praça Central conta com restaurante e um grande salão que recebe diversas festas abertas e privadas durante o ano. Sócios ainda podem desfrutar de piscinas, quadras de tênis, mesas de Snooker e área para jogo de cartas.
- Aeródromo de Guaporé - A pista do aeródromo local, distante do centro da cidade, é ocasionalmente utilizada por pequenas aeronaves.
- Centro Social Urbano - Conta com campo de futebol e quadra de futsal.